# Finales NBA 1950
Navigation
Finales 1949 Finales 1951
Les finales NBA 1950 concluent la saison 1949-1950 de la National Basketball Association (NBA). Les Nationals de Syracuse de la division Est ont affronté les Lakers de Minneapolis de la division Centrale, et champions en titre. Syracuse ayant l'avantage du terrain. 
La NBA reconnaît les trois saisons précédentes de la Basketball Association of America (BAA) dans le cadre de sa propre histoire et présente ainsi les finales de 1950 comme sa quatrième série de finales. Minneapolis avait remporté la finale BAA 1949 et sa victoire en 1950 contre Syracuse est officiellement le deuxième des cinq titres des Lakers de Minneapolis. 
Dans cette finale, six matchs ont été joués en seize jours, débutant le samedi et le dimanche 8 et 9 avril à Syracuse. Les Playoffs 1950 dans leur ensemble se sont déroulées sur cinq semaines complètes jusqu'au dimanche 23 avril.  
La NBA était organisée en trois divisions (pour sa première saison seulement) et les deux premiers tours des Playoffs de la NBA en 1950 généreront trois champions de division. Avec le meilleur bilan de la ligue en saison régulière, Syracuse avait gagné une place en finale en remportant le titre de la division Est le dimanche précédent, et avait été au repos pendant cinq jours tandis que les champions du Centre et de l'Ouest avaient disputé une série au meilleur des trois matchs en milieu de semaine.  
Dans le match 1, les Lakers ont gagné au buzzer par le biais de Bob "Tiger" Harrison. Cela marque le premier buzzer beater connu en finale. 

## Résumé de la saison
| Champion de division | Qualifié pour les playoffs | Éliminé des playoffs |

Les champions de division sont automatiquement qualifiés pour les playoffs, ainsi que les trois autres meilleures franchises de chaque division.
| Division Centrale      | V  | D  | PCT   | GB |
| ---------------------- | -- | -- | ----- | -- |
| Lakers de Minneapolis  | 51 | 17 | 75%   | -  |
| Royals de Rochester    | 51 | 17 | 75%   | -  |
| Pistons de Fort Wayne  | 40 | 28 | 58,8% | 11 |
| Stags de Chicago       | 40 | 28 | 58,8% | 11 |
| Bombers de Saint-Louis | 26 | 42 | 38,2% | 25 |

| Division Est             | V  | D  | PCT    | GB |
| ------------------------ | -- | -- | ------ | -- |
| Nationals de Syracuse    | 51 | 13 | 79,7 % | -  |
| Knicks de New York       | 40 | 28 | 58,8 % | 13 |
| Capitols de Washington   | 32 | 36 | 47,1 % | 21 |
| Warriors de Philadelphie | 26 | 42 | 38,2 % | 27 |
| Bullets de Baltimore     | 25 | 43 | 36,8 % | 28 |
| Celtics de Boston        | 22 | 46 | 32,4 % | 31 |

| Division Ouest           | V  | D  | PCT   | GB |
| ------------------------ | -- | -- | ----- | -- |
| Olympians d'Indianapolis | 39 | 25 | 60,9% | -  |
| Packers d'Anderson       | 37 | 27 | 57,8% | 2  |
| Blackhawks de Tri-Cities | 29 | 35 | 45,3% | 10 |
| Redskins de Sheboygan    | 22 | 40 | 35,5% | 16 |
| Hawks de Waterloo        | 19 | 43 | 30,6% | 19 |
| Nuggets de Denver        | 11 | 51 | 17.7% | 27 |

### Tableau des Playoffs
|  | Demi-finales de Division               | Demi-finales de Division  | Demi-finales de Division |                       |                          | Finales de Division      | Finales de Division | Finales de Division |  |    | Demi-finales NBA      | Demi-finales NBA | Demi-finales NBA |  |    | Finales NBA           | Finales NBA | Finales NBA |
|  |                                        |                           |                          |                       |                          |                          |                     |                     |  |    |                       |                  |                  |  |    |                       |             |             |
|  | C3                                     | Pistons de Fort Wayne     | 2                        |                       |                          |                          |                     |                     |  |    |                       |                  |                  |  |    |                       |             |             |
|  | C2                                     | Royals de Rochester       | 0                        |                       |                          |                          |                     |                     |  |    |                       |                  |                  |  |    |                       |             |             |
|  | C2                                     | Royals de Rochester       | 0                        |                       | C3                       | Pistons de Fort Wayne    | 0                   |                     |  |    |                       |                  |                  |  |    |                       |             |             |
|  |                                        |                           |                          |                       | C3                       | Pistons de Fort Wayne    | 0                   |                     |  |    |                       |                  |                  |  |    |                       |             |             |
|  |                                        |                           | C1                       | Lakers de Minneapolis | 2                        |                          |                     |                     |  |    |                       |                  |                  |  |    |                       |             |             |
|  | C1                                     | Lakers de Minneapolis     | C1                       | Lakers de Minneapolis | 2                        | 2                        |                     |                     |  |    |                       |                  |                  |  |    |                       |             |             |
|  | C1                                     | Lakers de Minneapolis     |                          |                       |                          | 2                        |                     |                     |  |    |                       |                  |                  |  |    |                       |             |             |
|  | C4                                     | Stags de Chicago          | 0                        |                       |                          |                          |                     |                     |  |    |                       |                  |                  |  |    |                       |             |             |
|  | C4                                     | Stags de Chicago          | 0                        |                       |                          |                          |                     |                     |  | C1 | Lakers de Minneapolis | 2                |                  |  |    |                       |             |             |
|  | ↑ Division Centrale / ↓ Division Ouest |                           |                          |                       |                          |                          |                     |                     |  | C1 | Lakers de Minneapolis | 2                |                  |  |    |                       |             |             |
|  |                                        | W2                        | Packers d'Anderson       | 0                     |                          |                          |                     |                     |  |    |                       |                  |                  |  |    |                       |             |             |
|  | W1                                     | W2                        | Packers d'Anderson       | 0                     | Olympians d'Indianapolis | 2                        |                     |                     |  |    |                       |                  |                  |  |    |                       |             |             |
|  | W1                                     |                           |                          |                       | Olympians d'Indianapolis | 2                        |                     |                     |  |    |                       |                  |                  |  |    |                       |             |             |
|  | W4                                     | Redskins de Sheboygan     | 1                        |                       |                          |                          |                     |                     |  |    |                       |                  |                  |  |    |                       |             |             |
|  | W4                                     | Redskins de Sheboygan     | 1                        |                       | W1                       | Olympians d'Indianapolis | 1                   |                     |  |    |                       |                  |                  |  |    |                       |             |             |
|  |                                        |                           |                          |                       | W1                       | Olympians d'Indianapolis | 1                   |                     |  |    |                       |                  |                  |  |    |                       |             |             |
|  |                                        |                           | W2                       | Packers d'Anderson    | 2                        |                          |                     |                     |  |    |                       |                  |                  |  |    |                       |             |             |
|  | W2                                     | Packers d'Anderson        | W2                       | Packers d'Anderson    | 2                        | 2                        |                     |                     |  |    |                       |                  |                  |  |    |                       |             |             |
|  | W2                                     | Packers d'Anderson        |                          |                       |                          | 2                        |                     |                     |  |    |                       |                  |                  |  |    |                       |             |             |
|  | W3                                     | Blackhawks des Tri-Cities | 1                        |                       |                          |                          |                     |                     |  |    |                       |                  |                  |  |    |                       |             |             |
|  | W3                                     | Blackhawks des Tri-Cities | 1                        |                       |                          |                          |                     |                     |  |    |                       |                  |                  |  | C1 | Lakers de Minneapolis | 4           |             |
|  |                                        |                           |                          |                       |                          |                          |                     |                     |  |    |                       |                  |                  |  | C1 | Lakers de Minneapolis | 4           |             |
|  |                                        | E1                        | Nationals de Syracuse    | 2                     |                          |                          |                     |                     |  |    |                       |                  |                  |  |    |                       |             |             |
|  | E1                                     | E1                        | Nationals de Syracuse    | 2                     | Nationals de Syracuse    | 2                        |                     |                     |  |    |                       |                  |                  |  |    |                       |             |             |
|  | E1                                     |                           |                          |                       | Nationals de Syracuse    | 2                        |                     |                     |  |    |                       |                  |                  |  |    |                       |             |             |
|  | E4                                     | Warriors de Philadelphie  | 0                        |                       |                          |                          |                     |                     |  |    |                       |                  |                  |  |    |                       |             |             |
|  | E4                                     | Warriors de Philadelphie  | 0                        |                       | E2                       | Knicks de New York       | 1                   |                     |  |    |                       |                  |                  |  |    |                       |             |             |
|  |                                        |                           |                          |                       | E2                       | Knicks de New York       | 1                   |                     |  |    |                       |                  |                  |  |    |                       |             |             |
|  |                                        |                           | E1                       | Nationals de Syracuse | 2                        |                          |                     |                     |  |    |                       |                  |                  |  |    |                       |             |             |
|  | E2                                     | Knicks de New York        | E1                       | Nationals de Syracuse | 2                        | 2                        |                     |                     |  |    |                       |                  |                  |  |    |                       |             |             |
|  | E2                                     | Knicks de New York        |                          |                       |                          | 2                        |                     |                     |  |    |                       |                  |                  |  |    |                       |             |             |
|  | E3                                     | Capitols de Washington    | 0                        |                       |                          |                          |                     |                     |  |    |                       |                  |                  |  |    |                       |             |             |
|  | E3                                     | Capitols de Washington    | 0                        |                       |                          |                          |                     |                     |  | E1 | Nationals de Syracuse |                  |                  |  |    |                       |             |             |
|  | ↑ Division Est                         |                           |                          |                       |                          |                          |                     |                     |  | E1 | Nationals de Syracuse |                  |                  |  |    |                       |             |             |
|  |                                        |                           | Bye                      |                       |                          |                          |                     |                     |  |    |                       |                  |                  |  |    |                       |             |             |

## Résumé de la Finale NBA
| Match  | Date     | Équipe à domicile     | Résultat     | Équipe à l'extérieur  |
| ------ | -------- | --------------------- | ------------ | --------------------- |
| Game 1 | 8 avril  | Nationals de Syracuse | 66−68 (0−1)  | Lakers de Minneapolis |
| Game 2 | 9 avril  | Nationals de Syracuse | 91−85 (1−1)  | Lakers de Minneapolis |
| Game 3 | 14 avril | Lakers de Minneapolis | 91−77 (2−1)  | Nationals de Syracuse |
| Game 4 | 16 avril | Lakers de Minneapolis | 77−69 (3−1)  | Nationals de Syracuse |
| Game 5 | 20 avril | Nationals de Syracuse | 83−76 (2−3)  | Lakers de Minneapolis |
| Game 6 | 23 avril | Lakers de Minneapolis | 110−95 (4−2) | Nationals de Syracuse |

## Équipes
| Effectif des Lakers de Minneapolis 1949-1950 |
| --- |
| 10 Herm Schaefer • 11 Billy Hassett •13 Tony Jaros • 15 Don Carlson • 16 Bob Harrison • 17 Jim Pollard • 18 Arnie Ferrin • 19 Vern Mikkelsen • 20 Bud Grant • 22 Slater Martin • 99 George Mikan Entraîneur : John Kundla |

| Effectif des Nationals de Syracuse 1949-1950 |
| --- |
| 4 Dolph Schayes • 5 Johnny Macknowsky • 6 George Ratkovicz • 7 Billy Gabor • 8 Paul Seymour • 9 Ray Corley • 10 Alex Hannum • 11 Leroy Chollet • 13 Ed Peterson • 14 Andrew Levane • 15 Al Cervi Entraîneur : Al Cervi |